# Jeux du Commonwealth Angleterre
Jeux du Commonwealth Angleterre , en anglais Commonwealth Games England (CGE) ou Team England, est l’organisme qui est responsable du mouvement des Jeux du Commonwealth dans la nation constitutive du Royaume-Uni.
L'Angleterre ne possède pas de comité national olympique puisque les quatre nations sont réunis sous la bannière de l 'association olympique britannique (Team GB). L'Angleterre est l'un des six pays à avoir participé à toutes les éditions des Jeux du Commonwealth et des Jeux de la jeunesse du Commonwealth.
Commonwealth Games England est responsable de la préparation et de la présentation de l'équipe d'Angleterre aux Jeux du Commonwealth et aux Jeux de la jeunesse du Commonwealth depuis leur création en 1930.
L'Angleterre a accueilli les Jeux à trois reprises, à Londres en 1934, à Manchester en 2002 et à Birmingham en 2022.